# Abyssocladia microstrongylata
Abyssocladia microstrongylata is een sponssoort uit de familie van de Cladorhizidae. De wetenschappelijke naam van de soort werd voor het eerst geldig gepubliceerd in 2020 door Vacelet.